# Norma Smallwood
Norma Des Cygne Smallwood (12 de mayo de 1909 – 8 de mayo de 1966) fue la ganadora del concurso Miss America 1926.

## Primeros años
La ciudad natal de Smallwood era Bristow, Oklahoma. Era hija de Edward Smallwood y Mahalia Angela (Robinette) Smallwood. También tenía una hermanastra y un hermanastro paternos. Obtuvo el título de Miss Tulsa y se graduó en el instituto a los 16 años.

## Miss America 1926
En la época en que se presentó a Miss América, Smallwood estudiaba en el Oklahoma College for Women. Entre sus aficiones se encontraban la natación, el baile y la equitación, y fue capitana del equipo de hockey de su universidad.
Smallwood obtuvo el primer puesto tanto en el concurso de bañistas como en el de trajes de noche. Para este último, lució un vestido de terciopelo azul pálido diseñado por Paul Nemzershe. La noche siguiente, fue coronada Miss America 1926. Smallwood es conocida por ser la primera nativa americana (cheroqui) que ganó la corona. A pesar de su herencia cheroqui, Smallwood y su familia no figuran en las Dawes Rolls y no eran ciudadanos de la tribu de la nación cheroqui.
Smallwood llevaba el pelo largo y castaño recogido en dos moños trenzados, a diferencia del estilo bobbed de las flappers que era popular en aquella época. Sus medidas eran 33-24-33, que también contrastaban con el estilo de pecho plano preferido por las flappers. El Tulsa World consideró la victoria de Smallwood una victoria contra las flappers no tradicionales.
Durante su año como Miss América, se convirtió en la imagen de las lavadoras Meadows y Westinghouse Electric, además de muchas otras. Se dice que ganó aproximadamente 100.000 dólares durante su año.

## Vida posterior
Aunque Smallwood había planeado originalmente regresar al Oklahoma College for Women después de su año como Miss América, aceptó una oferta para hacer una gira por Estados Unidos en el Orpheum Circuit por 1.500 dólares a la semana.
Smallwood se casó con el petrolero Thomas Gilcrease el 3 de septiembre de 1928. Tuvieron una hija, Des Cygne L'Amour Gilcrease, que nació el 12 de junio de 1929 en Tulsa. El matrimonio terminó en divorcio el 2 de mayo de 1934, y el padre obtuvo la custodia exclusiva de su hija.
En 1936, Smallwood se casó con George H. Bruce, presidente de Aladdin Petroleum Corporation.
Murió el 8 de mayo de 1966 en Wichita, Kansas, a los 56 años.